# 缅甸豆腐

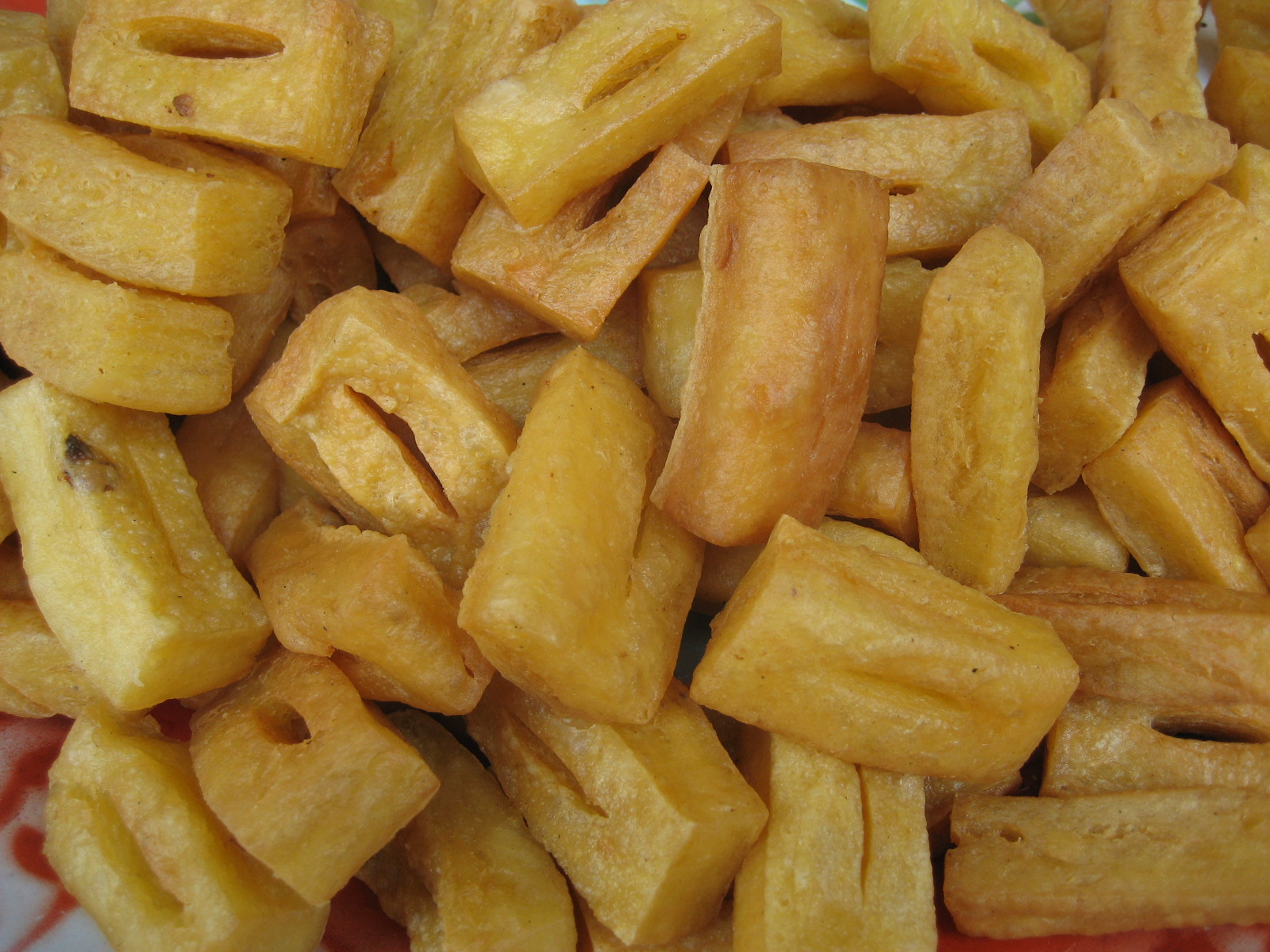
To hpu gyaw，缅甸油豆腐在当地通常凉拌或作为零食佐餐，也可与糯米饭搭配作为早餐。

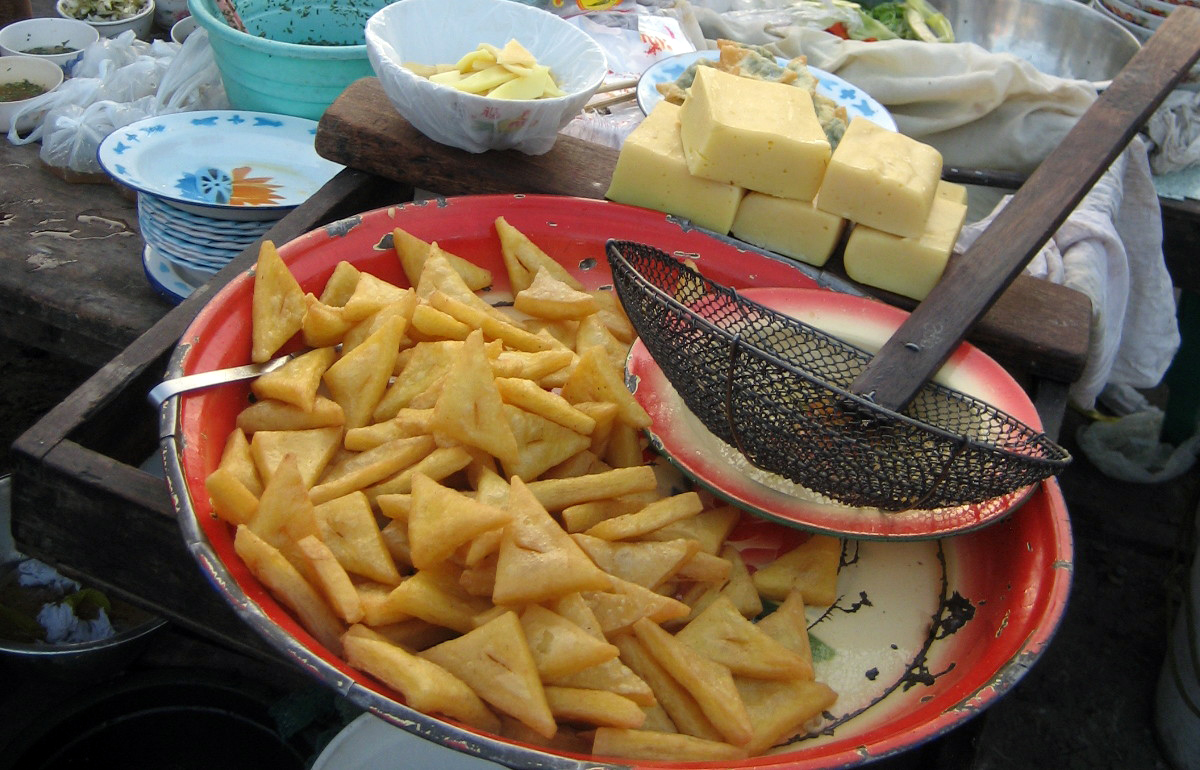
曼德勒的掸族市场上的炸豆腐摊。

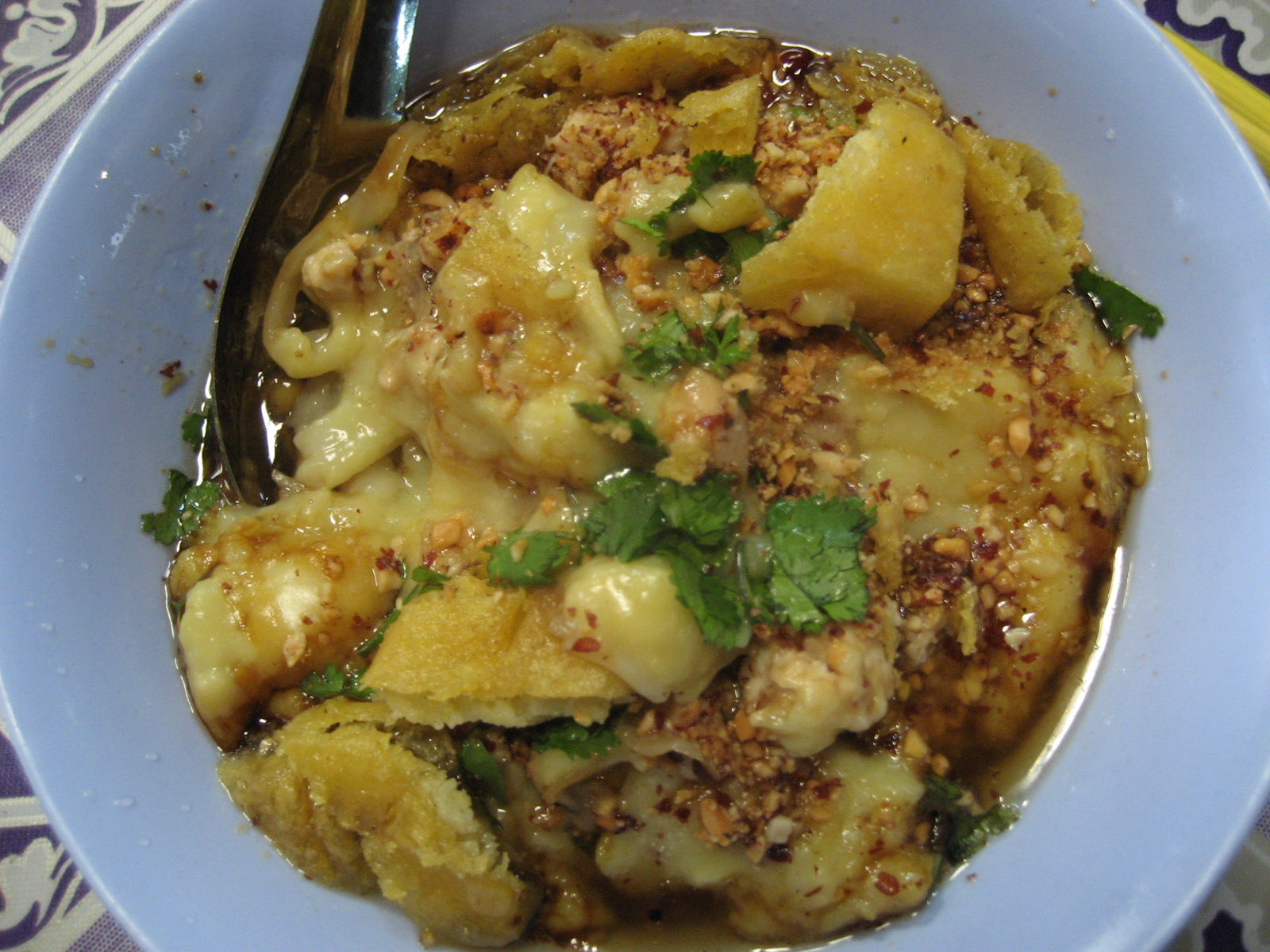
To hpu nway温豆腐，一种类似豆花的汤类食品，配上炸豆腐

缅甸豆腐（IPA：[tòpʰú]）是缅甸掸邦的食物，与豆腐制作工艺相似，但通常采用磨碎的鹰嘴豆而非大豆作为原料，有时也混合豌豆粉。做法通常为豆粉混合水、盐和姜黄，加热并持续搅拌后直至变厚变粘稠。然后转至浅盘中凉凉。缅甸豆腐也可用干鹰嘴豆制作。干鹰嘴豆隔夜泡发后，打碎成豆浆。将浮液撇去后，加入姜黄和盐煮开，然后转至浅盘凉凉。成品微黄，呈果冻状但较有韧劲，刀切不散。可鲜吃、凉拌或油炸。混合豌豆粉的缅甸豆腐则口感造型则接近于意大利波倫塔。

## 云南类似食品
中国云南省宣威倘塘也会将豆腐用姜黄调味上色，成品称倘塘黄豆腐。